# Анджей Юсковяк
Анджей Мечислав Юсковяк (пол. Andrzej Mieczysław Juskowiak, нар. 3 листопада 1970, Гостинь) — польський футболіст, що грав на позиції нападника.
Відомий за виступами за клуби «Лех», «Спортінг», «Вольфсбург», низку інших німецьких клубів, а також національну  та олімпійську збірну Польщі з футболу, у складі якої став срібним призером Олімпійських Ігор 1992 та найкращим бомбардиром футбольного турніру Олімпіади.
Дворазовий чемпіон Польщі та володар Кубку Польщі. Володар Кубка Португалії.

## Клубна кар'єра
Народився 3 листопада 1970 року в місті Гостинь. Вихованець футбольної школи клубу «Каня» (Гостинь).
У дорослому футболі дебютував 1987 року виступами за рідну команду, і вже у цьому році перейшов до складу клубу «Лех», який виступав у найвищому польському дивізіоні. Вже у першому сезоні молодий нападаючий у складі команди виборов титул володаря Кубка Польщі з футболу. За два роки «Лех» виборов звання чемпіона Польщі, а Анджей Юсковяк — титул найкращого бомбардира чемпіонату Польщі. У наступному сезоні команда здобула Суперкубок Польщі. У сезоні 1991–1992 познанський клуб знову виборов першість Польщі, і після вдалих виступів на внутрішній арені, та успіху на Олімпіаді, отримав запрошення від одного із найсильніших португальських клубів — лісабонського «Спортінга». Усього Анджей Юсков'як за п'ять сезонів взяв участь у 95 матчах чемпіонату Польщі, у яких відзначився 43 забитими м'ячами.
Після Олімпійських ігор 1992 року Анджей Юсковяк перейшов до лісабонського «Спортінга». За португальський клуб польський нападник відіграв наступні три сезони своєї ігрової кар'єри. У новому для себе клубі став одним із основних гравців атакувальної ланки. За три сезони польський форвард зіграв у 74 матчах чемпіонату Португалії, у яких відзначився 25 забитими м'ячами. У Португалії разом із командою Юсковяк став володарем Кубка Португалії, а в чемпіонаті досягнення «Спортінга» обмежились другим місцем у сезоні 1994–1995 років.
У сезоні 1995–1996 років грав на правах оренди у пірейському «Олімпіакосі», а у 1996 році дебютував у Бундеслізі, поповнивши склад «Боруссії» з Менхенгладбаха. У першому своєму клубі в Німеччині Юсковяк провів два сезони, у яких поляк відзначився 12 забитими м'ячами у 52 проведених матчах Бундесліги.
1998 року уклав контракт з клубом «Вольфсбург», у складі якого провів наступні чотири роки своєї кар'єри гравця. Виступи за «вовків» стали найтривалішим періодом перебування польського нападника у німецькій Бундеслізі. Анджей Юсковяк став одним із найрезультативніших гравців клубу, зіграв за клуб концерну «Фольксваген» 108 матчів, у яких відзначився 39 забитими м'ячами.
Протягом сезону 2002–2003 років Анджей Юсковяк захищав кольори клубу «Енергі» зі східнонімецького Котбуса, а потім нетривалий час грав у MLS за клуб «Нью-Йорк Метростарс».
У 2004 році повернувся до Німеччини, де виступав у клубі другої Бундесліги у клубі «Ерцгебірге Ауе» до 2007 року. Завершив професійну ігрову кар'єру у 2007 році після товариського матчу свого останнього професійного клубу «Ерцгебірге Ауе» із познанським «Лехом», у якому Юсковяк досяг перших вершин у своїй футбольній кар'єрі.

## Виступи за збірну
У 1992 році Анджей Юсковяк зіграв 2 матчі за молодіжна збірна Польщі, у яких відзначився 1 забитим м'ячем. У тому ж році форвард був включений до заявки олімпійська збірна Польщі, яка здобула право виступити у футбольному турнірі Олімпійських Ігор 1992. На цьому турнірі збірна Польщі дійшла до фіналу, де поступилась господарям Олімпіади — іспанській олімпійській збірній. Анджей Юсковяк зіграв у всіх 6 матчах збірної, у яких відзначився 7 забитими м'ячами (у тому числі хет-трик у півфіналі турніру з австралійцями), що дозволило йому стати найкращим бомбардиром футбольного турніру Олімпійських ігор.
У тому ж 1992 року дебютував в офіційних матчах у складі національної збірної Польщі. Протягом кар'єри у національній команді, яка тривала 10 років, провів у формі головної команди країни 39 матчів, забивши 13 голів. Кілька разів також обирався капітаном національної команди. У національній збірній Анджей Юсковяк також один раз зумів відзначитись хет-триком, забезпечивши таким чином перемогу польської збірної над збірною Молдови у відбірковому турнірі чемпіонату світу з футболу 1998 року. Мав можливість відзначитися Анджей Юсковяк і в невдалому для української збірної матчі в Києві у 2000 році в рамках відбіркового турніру чемпіонату світу 2002 року, але не реалізував пенальті, що не завадило його команді перемогти українців.

## Після завершення футбольної кар'єри
Після завершення кар'єри професійного футболіста Анджей Юсковяк повертається до Польщі, і працює футбольним експертом на польських телеканалах (у тому числі Polsat, Eurosport, TVP). З червня 2009 до січня 2011 року працює тренером нападників у рідному познанському «Леху». У 2012–2013 роках колишній форвард працював медіа-директором Молодіжної збірної Польщі. У 2013–2014 роках Анджей Юсковяк також працював скаутом для одного із своїх колишніх клубів — «Ерцгебірге Ауе». З лютого до жовтня 2014 року працював на посаді віце-президента зі спортивних питань футбольного клубу «Лехія» (Гданськ). Анджей Юсковяк є також президентом аматорського футбольного клубу «Виногради» з Познані.

## Титули і досягнення

### Командні
- Срібний олімпійський призер: 1992
- Чемпіон Польщі (2):

«Лех»: 1989-90, 1991-92
- Володар Суперкубка Польщі (1):

«Лех»: 1990
- Володар Кубка Польщі (1):

«Лех»: 1987-88
- Володар Кубка Португалії (1):

«Спортінг»: 1994-95

### Особисті
- Найкращий бомбардир футбольного турніру олімпійських ігор: 1992 (7 голів).
- найкращий бомбардир чемпіонату Польщі: 1989–1990